# 2014-es úszó-Európa-bajnokság
A 2014-es úszó-Európa-bajnokságot augusztus 13. és 24. között rendezték Berlinben, Németországban. Összesen 64 versenyszámban avattak Európa-bajnokot. A magyar versenyzők összesen 17 érmet (5 aranyat, 6 ezüstöt és 6 bronzot) szereztek.

## Összesített éremtáblázat
Rendező
    Magyarország
| Helyezés | Nemzet           | Arany | Ezüst | Bronz | Összesen |
| 1.       | Nagy-Britannia   | 11    | 8     | 8     | 27       |
| 2.       | Oroszország      | 9     | 7     | 3     | 19       |
| 3.       | Olaszország      | 8     | 3     | 12    | 23       |
| 4.       | Németország      | 6     | 8     | 8     | 22       |
| 5.       | Dánia            | 6     | 1     | 2     | 9        |
| 6.       | Magyarország     | 5     | 6     | 6     | 17       |
| 7.       | Franciaország    | 5     | 4     | 3     | 12       |
| 8.       | Svédország       | 3     | 6     | 1     | 10       |
| 9.       | Spanyolország    | 3     | 5     | 5     | 13       |
| 10.      | Hollandia        | 3     | 5     | 2     | 10       |
| 11.      | Lengyelország    | 2     | 1     | 1     | 4        |
| 12.      | Szerbia          | 2     | 0     | 0     | 2        |
| 13.      | Ukrajna          | 1     | 3     | 7     | 11       |
| 14.      | Litvánia         | 1     | 1     | 2     | 4        |
| 15.      | Fehéroroszország | 1     | 1     | 1     | 3        |
| 16.      | Feröer           | 0     | 2     | 0     | 2        |
| 17.      | Görögország      | 0     | 1     | 0     | 1        |
| 18.      | Szlovénia        | 0     | 0     | 1     | 1        |
| 18.      | Finnország       | 0     | 0     | 1     | 1        |
| 18.      | Belgium          | 0     | 0     | 1     | 1        |
| 18.      | Ausztria         | 0     | 0     | 1     | 1        |
| Összesen | Összesen         | 66    | 62    | 65    | 193      |

## A magyar versenyzők eredményei
Érmesek
| Érem  | Versenyző                                                        | Versenyszám | Versenyszám            | Dátum         |
| ----- | ---------------------------------------------------------------- | ----------- | ---------------------- | ------------- |
| Arany | Hosszú Katinka                                                   | úszás       | Női 400 m vegyes       | augusztus 18. |
| Arany | Cseh László                                                      | úszás       | Férfi 200 m vegyes     | augusztus 20. |
| Arany | Hosszú Katinka                                                   | úszás       | Női 200 m vegyes       | augusztus 21. |
| Arany | Hosszú Katinka                                                   | úszás       | Női 100 m hát          | augusztus 21. |
| Arany | Verrasztó Dávid                                                  | úszás       | Férfi 400 m vegyes     | augusztus 24. |
| Ezüst | Risztov Éva                                                      | úszás       | Női 10 km              | augusztus 13. |
| Ezüst | Olasz Anna                                                       | úszás       | Női 25 km              | augusztus 17. |
| Ezüst | Biczó Bence                                                      | úszás       | Férfi 200 m pillangó   | augusztus 21. |
| Ezüst | Kapás Boglárka                                                   | úszás       | Női 1500 m gyors       | augusztus 23. |
| Ezüst | Cseh László                                                      | úszás       | Férfi 100 m pillangó   | augusztus 23. |
| Ezüst | Hosszú Katinka                                                   | úszás       | Női 200 m gyors        | augusztus 23. |
| Bronz | Kormos Villő Reisinger Zsófia                                    | műugrás     | Női 10 m szinkron      | augusztus 19. |
| Bronz | Kapás Boglárka                                                   | úszás       | Női 800 m gyors        | augusztus 21. |
| Bronz | Jakabos Zsuzsanna Verrasztó Evelyn Kapás Boglárka Hosszú Katinka | úszás       | Női 4 × 200 m gyors    | augusztus 21. |
| Bronz | Balog Gábor                                                      | úszás       | Férfi 200 m hát        | augusztus 23. |
| Bronz | Hosszú Katinka                                                   | úszás       | Női 200 m pillangó     | augusztus 24. |
| Bronz | Cseh László Gyurta Dániel Pulai Bence Kozma Dominik              | úszás       | Férfi 4 × 100 m vegyes | augusztus 24. |

## Eredmények
- WR – világrekord
- CR – Európa-bajnoki rekord
- AR – kontinens rekord
- NR – országos rekord

### Úszás

#### Férfiak
| Versenyszám                                    | Arany                                                                              | Arany           | Ezüst                                                                                          | Ezüst    | Bronz                                                                             | Bronz    |
| ---------------------------------------------- | ---------------------------------------------------------------------------------- | --------------- | ---------------------------------------------------------------------------------------------- | -------- | --------------------------------------------------------------------------------- | -------- |
| 50 m gyorsúszás Döntő: augusztus 24.           | Florent Manaudou · Franciaország                                                   | 21,32 CR        | Konrad Czerniak · Lengyelország                                                                | 21,88    | Ari-Pekka Liukkonen · Finnország                                                  | 21,93    |
| 100 m gyorsúszás Döntő: augusztus 22.          | Florent Manaudou · Franciaország                                                   | 47,98           | Fabien Gilot · Franciaország                                                                   | 48,36    | Luca Leonardi · Olaszország                                                       | 48,38    |
| 200 m gyorsúszás Döntő: augusztus 20.          | Velimir Stjepanović · Szerbia                                                      | 1:45,78 NR      | Paul Biedermann · Németország                                                                  | 1:45,80  | Yannick Agnel · Franciaország                                                     | 1:46,65  |
| 400 m gyorsúszás Döntő: augusztus 18.          | Velimir Stjepanović · Szerbia                                                      | 3:45,66 NR      | Andrea d'Arrigo · Olaszország                                                                  | 3:46,91  | Jay Lelliott · Nagy-Britannia                                                     | 3:47,50  |
| 800 m gyorsúszás Döntő: augusztus 22.          | Gregorio Paltrinieri · Olaszország                                                 | 7:44,98 CR      | Pál Joensen · Feröer                                                                           | 7:48,49  | Gabriele Detti · Olaszország                                                      | 7:49,35  |
| 1500 m gyorsúszás Döntő: augusztus 20.         | Gregorio Paltrinieri · Olaszország                                                 | 14:39,93 CR, AR | Pál Joensen · Feröer                                                                           | 14:50,59 | Gabriele Detti · Olaszország                                                      | 14:52,53 |
|                                                |                                                                                    |                 |                                                                                                |          |                                                                                   |          |
| 50 m hátúszás Döntő: augusztus 21.             | Vlagyimir Morozov · Oroszország                                                    | 24,64           | Jérémy Stravius · Franciaország                                                                | 24,84    | Chris Walker-Hebborn · Nagy-Britannia                                             | 25,00    |
| 100 m hátúszás Döntő: augusztus 19.            | Chris Walker-Hebborn · Nagy-Britannia                                              | 53,32           | Jérémy Stravius · Franciaország                                                                | 53,64    | Jan-Philip Glania · Németország                                                   | 54,15    |
| 200 m hátúszás Döntő: augusztus 23.            | Radosław Kawęcki · Lengyelország                                                   | 1:56,02         | Christian Diener · Németország                                                                 | 1:57,16  | Balog Gábor · Magyarország                                                        | 1:57,42  |
|                                                |                                                                                    |                 |                                                                                                |          |                                                                                   |          |
| 50 m mellúszás Döntő: augusztus 23.            | Adam Peaty · Nagy-Britannia                                                        | 27,00           | Giedrius Titenis · Litvánia                                                                    | 27,34    | Damir Dugonjic · Szlovénia                                                        | 27,48    |
| 100 m mellúszás Döntő: augusztus 19.           | Adam Peaty · Nagy-Britannia                                                        | 58,96           | Ross Murdoch · Nagy-Britannia                                                                  | 59,43    | Giedrius Titenis · Litvánia                                                       | 59,61    |
| 200 m mellúszás Döntő: augusztus 21.           | Marco Koch · Németország                                                           | 2:07,47 CR, NR  | Ross Murdoch · Nagy-Britannia                                                                  | 2:07,77  | Giedrius Titenis · Litvánia                                                       | 2:08,93  |
|                                                |                                                                                    |                 |                                                                                                |          |                                                                                   |          |
| 50 m pillangóúszás Döntő: augusztus 19.        | Florent Manaudou · Franciaország · Javhen Curkin · Fehéroroszország                | 23,00           | nem adták ki                                                                                   |          | Andrij Hovorov · Ukrajna · Ben Proud · Nagy-Britannia                             | 23,21    |
| 100 m pillangóúszás Döntő: augusztus 23.       | Konrad Czerniak · Lengyelország                                                    | 51,38 CR        | Cseh László · Magyarország                                                                     | 51,89    | Pavel Szankovics · Fehéroroszország                                               | 51,92    |
| 200 m pillangóúszás Döntő: augusztus 21.       | Viktor Bromer · Dánia                                                              | 1:55,29         | Biczó Bence · Magyarország                                                                     | 1:55,62  | Paweł Korzeniowski · Lengyelország                                                | 1:55,74  |
|                                                |                                                                                    |                 |                                                                                                |          |                                                                                   |          |
| 200 m vegyesúszás Döntő: augusztus 20.         | Cseh László · Magyarország                                                         | 1:58,10         | Philip Heintz · Németország                                                                    | 1:58,17  | Roberto Pavoni · Nagy-Britannia                                                   | 1:58,22  |
| 400 m vegyesúszás Döntő: augusztus 24.         | Verrasztó Dávid · Magyarország                                                     | 4:11,89         | Roberto Pavoni · Nagy-Britannia                                                                | 4:13,75  | Federico Turrini · Olaszország                                                    | 4:14,15  |
|                                                |                                                                                    |                 |                                                                                                |          |                                                                                   |          |
| 4×100 m gyorsúszás váltó Döntő: augusztus 18.  | Franciaország · Mehdy Metella · Fabien Gilot · Florent Manaudou · Jérémy Stravius  | 3:11,64 CR      | Oroszország · Andrej Grecsin · Nyikita Lobincev · Alekszandr Szuhorukov · Vlagyimir Morozov    | 3:12,67  | Olaszország · Luca Dotto · Marco Orsi · Luca Leonardi · Filippo Magnini           | 3:12,78  |
| 4×200 m gyorsúszás váltó Döntő: augusztus 23.  | Németország · Robin Backhaus · Yannick Lebherz · Clemens Rapp · Paul Biedermann    | 7:09,00         | Oroszország · Artyom Lobuzov · Dmitrij Jermakov · Alekszandr Krasznyih · Alekszandr Szuhorukov | 7:10,29  | Belgium · Louis Croenen · Glenn Surgeloose · Emmanuel Vanluchene · Pieter Timmers | 7:10,39  |
|                                                |                                                                                    |                 |                                                                                                |          |                                                                                   |          |
| 4×100 m vegyesúszás váltó Döntő: augusztus 24. | Nagy-Britannia · Chris Walker-Hebborn · Adam Peaty · Adam Barrett · Benjamin Proud | 3:31,73         | Franciaország · Jérémy Stravius · Giacomo Perez-Dortona · Medhy Metella · Fabien Gilot         | 3:32,47  | Magyarország · Cseh László · Gyurta Dániel · Pulai Bence · Kozma Dominik          | 3:33,11  |

#### Nők
| Versenyszám                                    | Arany                                                                                        | Arany          | Ezüst                                                                            | Ezüst      | Bronz                                                                                 | Bronz    |
| ---------------------------------------------- | -------------------------------------------------------------------------------------------- | -------------- | -------------------------------------------------------------------------------- | ---------- | ------------------------------------------------------------------------------------- | -------- |
| 50 m gyorsúszás Döntő: augusztus 24.           | Francesca Halsall · Nagy-Britannia                                                           | 24,32          | Sarah Sjöström · Svédország                                                      | 24,37      | Jeanette Ottesen · Dánia                                                              | 24,53    |
| 100 m gyorsúszás Döntő: augusztus 20.          | Sarah Sjöström · Svédország                                                                  | 52,67 CR       | Femke Heemskerk · Hollandia                                                      | 53,64      | Michelle Coleman · Svédország                                                         | 53,75    |
| 200 m gyorsúszás Döntő: augusztus 23.          | Federica Pellegrini · Olaszország                                                            | 1:56,01        | Hosszú Katinka · Magyarország                                                    | 1:56,69    | Femke Heemskerk · Hollandia                                                           | 1:56,81  |
| 400 m gyorsúszás Döntő: augusztus 24.          | Jazmin Carlin · Nagy-Britannia                                                               | 4:03,24        | Sharon van Rouwendaal · Hollandia                                                | 4:03,76    | Mireia Belmonte · Spanyolország                                                       | 4:04,01  |
| 800 m gyorsúszás Döntő: augusztus 21.          | Jazmin Carlin · Nagy-Britannia                                                               | 8:15,54 CR     | Mireia Belmonte · Spanyolország                                                  | 8:21,22    | Kapás Boglárka · Magyarország                                                         | 8:22,06  |
| 1500 m gyorsúszás Döntő: augusztus 23.         | Mireia Belmonte · Spanyolország                                                              | 15:57,29 CR    | Kapás Boglárka · Magyarország                                                    | 16:03,04   | Martina Caramignoli · Olaszország                                                     | 16:05,98 |
|                                                |                                                                                              |                |                                                                                  |            |                                                                                       |          |
| 50 m hátúszás Döntő: augusztus 23.             | Francesca Halsall · Nagy-Britannia                                                           | 27,81          | Georgia Davies · Nagy-Britannia                                                  | 27,82      | Mie Nielsen · Dánia                                                                   | 27,87    |
| 100 m hátúszás Döntő: augusztus 21.            | Hosszú Katinka · Magyarország                                                                | 59,63          | nem adták ki                                                                     |            | Georgia Davies · Nagy-Britannia                                                       | 59,74    |
| 100 m hátúszás Döntő: augusztus 21.            | Mie Nielsen · Dánia                                                                          | 59,63          | nem adták ki                                                                     |            | Georgia Davies · Nagy-Britannia                                                       | 59,74    |
| 200 m hátúszás Döntő: augusztus 19.            | Duane Da Rocha · Spanyolország                                                               | 2:09,37        | Elizabeth Simmonds · Nagy-Britannia                                              | 2:09,66    | Darja Usztyinova · Oroszország                                                        | 2.09,79  |
|                                                |                                                                                              |                |                                                                                  |            |                                                                                       |          |
| 50 m mellúszás Döntő: augusztus 24.            | Rūta Meilutytė · Litvánia                                                                    | 29,89          | Jennie Johansson · Svédország                                                    | 30,52      | Moniek Nijhuis · Hollandia                                                            | 30,64    |
| 100 m mellúszás Döntő: augusztus 20.           | Rikke Møller Pedersen · Dánia                                                                | 1:06,23 CR     | Jennie Johansson · Svédország                                                    | 1:07,04    | Arianna Castiglioni · Olaszország                                                     | 1:07,36  |
| 200 m mellúszás Döntő: augusztus 22.           | Rikke Møller Pedersen · Dánia                                                                | 2:19,84 CR     | Molly Renshaw · Nagy-Britannia                                                   | 2:23,82 NR | Jessica Vall Montero · Spanyolország                                                  | 2:24,08  |
|                                                |                                                                                              |                |                                                                                  |            |                                                                                       |          |
| 50 m pillangóúszás Döntő: augusztus 19.        | Sarah Sjöström · Svédország                                                                  | 24,98          | Jeanette Ottesen · Dánia                                                         | 25,34      | Francesca Halsall · Nagy-Britannia                                                    | 25,39    |
| 100 m pillangóúszás Döntő: augusztus 22.       | Jeanette Ottesen · Dánia                                                                     | 56,51 CR       | Sarah Sjöström · Svédország                                                      | 56,52      | Ilaria Bianchi · Olaszország                                                          | 57,71    |
| 200 m pillangóúszás Döntő: augusztus 24.       | Mireia Belmonte · Spanyolország                                                              | 2:04,79 CR     | Judit Ignacio Sorribes · Spanyolország                                           | 2:06,66    | Hosszú Katinka · Magyarország                                                         | 2:07,28  |
|                                                |                                                                                              |                |                                                                                  |            |                                                                                       |          |
| 200 m vegyesúszás Döntő: augusztus 21.         | Hosszú Katinka · Magyarország                                                                | 2:08,11 CR     | Aimee Willmott · Nagy-Britannia                                                  | 2:11,44    | Lisa Zaiser · Ausztria                                                                | 2:12,17  |
| 400 m vegyesúszás Döntő: augusztus 18.         | Hosszú Katinka · Magyarország                                                                | 4:31,03 CR     | Mireia Belmonte · Spanyolország                                                  | 4:33,13    | Aimee Willmott · Nagy-Britannia                                                       | 4:34,69  |
|                                                |                                                                                              |                |                                                                                  |            |                                                                                       |          |
| 4×100 m gyorsúszás váltó Döntő: augusztus 18.  | Svédország · Michelle Coleman · Magdalena Kuras · Louise Hansson · Sarah Sjöström            | 3:35,82        | Hollandia · Inge Dekker · Maud van der Meer · Esmee Vermeulen · Femke Heemskerk  | 3:36,26    | Olaszország · Alice Mizzau · Erika Ferraioli · Giada Galizi · Federica Pellegrini     | 3:37,63  |
| 4×200 m gyorsúszás váltó Döntő: augusztus 21.  | Olaszország · Alice Mizzau · Stefania Pirozzi · Chiara Masini Luccetti · Federica Pellegrini | 7:50,53 CR     | Svédország · Michelle Coleman · Louise Hansson · Sarah Sjöström · Stina Gardell  | 7:51,03    | Magyarország · Jakabos Zsuzsanna · Verrasztó Evelyn · Kapás Boglárka · Hosszú Katinka | 7:54,23  |
|                                                |                                                                                              |                |                                                                                  |            |                                                                                       |          |
| 4×100 m vegyesúszás váltó Döntő: augusztus 24. | Dánia · Mie Nielsen · Rikke Møller Pedersen · Jeanette Ottesen · Pernille Blume              | 3:55,62 ER, CR | Svédország · Ida Lindborg · Jennie Johansson · Sarah Sjöström · Michelle Coleman | 3:56,04    | Nagy-Britannia · Georgia Davies · Sophie Taylor · Jemma Lowe · Francesca Halsall      | 3:57,97  |

#### Vegyes
| Versenyszám                                    | Arany                                                                               | Arany      | Ezüst                                                                                        | Ezüst   | Bronz                                                                                            | Bronz   |
| ---------------------------------------------- | ----------------------------------------------------------------------------------- | ---------- | -------------------------------------------------------------------------------------------- | ------- | ------------------------------------------------------------------------------------------------ | ------- |
| 4×100 m gyorsúszás váltó Döntő: augusztus 22.  | Olaszország · Luca Dotto · Luca Leonardi · Erika Ferraioli · Giada Galizi           | 3:25,02 ER | Oroszország · Andrej Grecsin · Vlagyimir Morozov · Veronyika Popova · Margarita Nyesztyerova | 3:25,60 | Franciaország · Clement Mignon · Grégory Mallet · Anna Santamans · Coralie Balmy                 | 3:27,02 |
| 4×100 m vegyesúszás váltó Döntő: augusztus 19. | Nagy-Britannia · Chris Walker-Hebborn · Adam Peaty · Jemma Lowe · Francesca Halsall | 3:44,02 WR | Hollandia · Bastiaan Lijesen · Bram Dekker · Inge Dekker · Femke Heemskerk                   | 3:45,93 | Oroszország · Vlagyimir Morozov · Vitalina Szimonova · Vjacseszlav Prudnyikov · Veronyika Popova | 3:47,34 |

### Nyílt vízi úszás

#### Férfi
| Versenyszám                | Arany                        | Arany     | Ezüst                           | Ezüst     | Bronz                           | Bronz     |
| -------------------------- | ---------------------------- | --------- | ------------------------------- | --------- | ------------------------------- | --------- |
| 5 km Döntő: augusztus 13.  | Daniel Fogg · Nagy-Britannia | 53:41,4   | Rob Muffels · Németország       | 54:01,8   | Thomas Lurz · Németország       | 54:02,6   |
| 10 km Döntő: augusztus 14. | Ferry Weertman · Hollandia   | 1:49:56,2 | Thomas Lurz · Németország       | 1:49:59,0 | Jevgenyij Dratcev · Oroszország | 1:50:00,6 |
| 25 km Döntő: augusztus 17. | Axel Reymond · Franciaország | 4:59:18,8 | Jevgenyij Dratcev · Oroszország | 4:59:31,2 | Edoardo Stochino · Olaszország  | 5:08:51,0 |

#### Női
| Versenyszám                | Arany                             | Arany     | Ezüst                             | Ezüst     | Bronz                           | Bronz     |
| -------------------------- | --------------------------------- | --------- | --------------------------------- | --------- | ------------------------------- | --------- |
| 5 km Döntő: augusztus 14.  | Isabelle Härle · Németország      | 57:55,7   | Sharon van Rouwendaal · Hollandia | 58:29,9   | Mireia Belmonte · Spanyolország | 58:41,4   |
| 10 km Döntő: augusztus 13. | Sharon van Rouwendaal · Hollandia | 1:56:06,9 | Risztov Éva · Magyarország        | 1:56:08,0 | Aurora Ponselè · Olaszország    | 1:56:08,5 |
| 25 km Döntő: augusztus 17. | Martina Grimaldi · Olaszország    | 5:19:14,1 | Olasz Anna · Magyarország         | 5:19:21,0 | Angela Maurer · Németország     | 5:19:21,4 |

#### Csapat
| Versenyszám                       | Arany                                                                | Arany   | Ezüst                                                                     | Ezüst   | Bronz                                                    | Bronz   |
| --------------------------------- | -------------------------------------------------------------------- | ------- | ------------------------------------------------------------------------- | ------- | -------------------------------------------------------- | ------- |
| Csapat, 5 km Döntő: augusztus 16. | Hollandia · Ferry Weertman · Marcel Schouten · Sharon van Rouwendaal | 55:47,8 | Görögország · Szpirídon Janiótisz · Antonios Fokaidis · Kalliopi Araouzou | 56:05,5 | Németország · Rob Muffels · Thomas Lurz · Isabelle Härle | 56:14,8 |

### Műugrás

#### Férfiak
| Versenyszám                                | Arany                                            | Arany  | Ezüst                                              | Ezüst  | Bronz                                          | Bronz  |
| ------------------------------------------ | ------------------------------------------------ | ------ | -------------------------------------------------- | ------ | ---------------------------------------------- | ------ |
| 1 m-es műugrás Döntő: augusztus 19.        | Patrick Hausding · Németország                   | 428,65 | Jevgenyij Kuznyecov · Oroszország                  | 422,40 | Matthieu Rosset · Franciaország                | 420,10 |
| 3 m-es műugrás Döntő: augusztus 21.        | Patrick Hausding · Németország                   | 487,85 | Ilja Zaharov · Oroszország                         | 483,20 | Illja Kvasa · Ukrajna                          | 477,20 |
| 10 m-es toronyugrás Döntő: augusztus 23.   | Viktor Minibajev · Oroszország                   | 586,10 | Thomas Daley · Nagy-Britannia                      | 535,45 | Sascha Klein · Németország                     | 530,90 |
| 3 m-es szinkronugrás Döntő: augusztus 22.  | Oroszország · Ilja Zaharov · Jevgenyij Kuznyecov | 464,64 | Németország · Patrick Hausding · Stephan Feck      | 435,18 | Ukrajna · Olekszandr Horskovozov · Illja Kvasa | 433,98 |
| 10 m-es szinkronugrás Döntő: augusztus 20. | Németország · Patrick Hausding · Sascha Klein    | 461,46 | Fehéroroszország · Vadzim Kaptur · Jauheni Karaliu | 421,80 | Ukrajna · Olekszandr Bondar · Makszim Dolhov   | 415,17 |

#### Nők
| Versenyszám                                | Arany                                                    | Arany  | Ezüst                                        | Ezüst  | Bronz                                          | Bronz  |
| ------------------------------------------ | -------------------------------------------------------- | ------ | -------------------------------------------- | ------ | ---------------------------------------------- | ------ |
| 1 m-es műugrás Döntő: augusztus 20.        | Tania Cagnotto · Olaszország                             | 289,30 | Krisztyina Ilinih · Oroszország              | 288,55 | Tina Punzel · Németország                      | 286,70 |
| 3 m-es műugrás Döntő: augusztus 24.        | Nagyezsda Bazsina · Oroszország                          | 322,80 | Tania Cagnotto · Olaszország                 | 318,25 | Nora Subschinski · Németország                 | 317,90 |
| 10 m-es toronyugrás Döntő: augusztus 22.   | Sarah Barrow · Nagy-Britannia                            | 363,70 | Bátki Noémi · Olaszország                    | 346,40 | Julija Prokopcsuk · Ukrajna                    | 341,35 |
| 3 m-es szinkronugrás Döntő: augusztus 23.  | Olaszország · Tania Cagnotto · Francesca Dallapé         | 328,50 | Németország · Tina Punzel · Nora Subschinski | 313,50 | Ukrajna · Olena Fedorova · Hanna Piszmenszka   | 307,20 |
| 10 m-es szinkronugrás Döntő: augusztus 19. | Oroszország · Jekatyerina Petuhova · Julija Tyimosinyina | 314,70 | Németország · Maria Kurjo · My Phan          | 290,01 | Magyarország · Kormos Villő · Reisinger Zsófia | 279,48 |

#### Csapat
| Versenyszám                 | Arany                                              | Arany  | Ezüst                                           | Ezüst  | Bronz                                    | Bronz  |
| --------------------------- | -------------------------------------------------- | ------ | ----------------------------------------------- | ------ | ---------------------------------------- | ------ |
| Csapat Döntő: augusztus 18. | Oroszország · Nagyezsda Bazsina · Viktor Minibajev | 416,90 | Ukrajna · Julija Prokopcsuk · Olekszandr Bondar | 409,75 | Németország · Tina Punzel · Sascha Klein | 390,95 |

### Műúszás
| Versenyszám                                | Arany | Arany   | Ezüst | Ezüst   | Bronz | Bronz   |
| ------------------------------------------ | --- | ------- | --- | ------- | --- | ------- |
| egyéni szabad program Döntő: augusztus 17. | Szvetlana Romasina · Oroszország | 95,8333 | Ona Carbonell · Spanyolország | 93,7000 | Anna Volosina · Ukrajna | 92,3333 |
| páros szabad program Döntő: augusztus 16.  | Oroszország · Darja Korobova · Szvetlana Kolesznyicsenko | 96,1000 | Ukrajna · Lolita Ananaszova · Anna Volosina | 92,9000 | Spanyolország · Ona Carbonell · Paula Klamburg | 92,1667 |
| csapat szabad program Döntő: augusztus 16. | Oroszország · Vlada Csigirova · Szvetlana Kolesznyicsenko · Aniszja Olhova · Jelena Prokofjeva · Alla Siskina · Marija Surocskina · Gelena Topilina · Darina Valitova · Lilija Nizamova (tartalék) · Mihaela Kalancsa (tartalék)                                                 | 96,8333 | Ukrajna · Lolita Ananaszova · Olena Grecsihina · Olga Kondrasova · Olekszandra Szabada · Katerina Szadurszka · Anasztaszija Savcsuk · Kszenyija Szidorenko · Anna Volosina · Olekszandra Kasuba (tartalék) · Dana-Marija Klimenko (tartalék) · Katyerina Reznik (tartalék) · Olha Zolotarova (tartalék) | 94,0667 | Spanyolország · Clara Basiana · Alba María Cabello · Ona Carbonell · Margalida Crespí · Sara Levy · Meritxell Mas · Cristina Salvador · Paula Klamburg · Clara Camacho (tartalék) · Cecilia Jiménez (tartalék)                                        | 92,4667 |
| kombinációs kűr Döntő: augusztus 17.       | Ukrajna · Lolita Ananaszova · Olena Grecsihina · Olekszandra Kasuba · Katerina Reznik · Olekszandra Szabada · Katerina Szadurszka · Anasztaszija Savcsuk · Kszenyija Szidorenko · Anna Volosina · Olha Zolotarova · Dana-Mairja Klimenko (tartalék) · Olga Kondrasova (tartalék) | 94,4333 | Spanyolország · Clara Basiana · Clara Camacho · Ona Carbonell · Margalida Crespí · Sara Gijon · Thaïs Henríquez · Cecilia Jiménez · Sara Levy · Meritxell Mas · Cristina Salvador · Alba María Cabello (tartalék) · Paula Klamburg (tartalék)                                                           | 93,0333 | Olaszország · Elisa Bozzo · Beatrice Callegari · Camilla Cattaneo · Linda Cerruti · Francesca Deidda · Costanza Ferro · Manila Flamini · Mariangela Perrupato · Dalila Schiesaro · Sara Sgarzi · Alessia Pezone (tartalék) · Federica Sala (tartalék) | 90,3333 |